# Liste der Straßen und Plätze in Radebeul-Zitzschewig
Die Liste der Straßen und Plätze in Radebeul-Zitzschewig ist ein Auszug aus der Liste der Straßen und Plätze in Radebeul, ergänzt um die jeweiligen Koordinaten sowie um Fotos. Sie gibt eine Übersicht über die Straßen und Plätze im Stadtteil Zitzschewig der sächsischen Stadt Radebeul. Angeführt werden neben den Namen auch die Stadtteile, durch die die Straßen auch noch verlaufen, das Jahr der letzten Namenswidmung, der Namensgeber sowie ihre ehemaligen Namen. Darüber hinaus sind die in den zugehörigen Straßen liegenden, denkmalgeschützten Bauwerke bzw. Sehenswürdigkeiten wie auch die dort liegenden, mit einem Radebeuler Bauherrenpreis ausgezeichneten Gebäude mit ihren Hausnummern aufgeführt, dazu Anmerkungen sowie ehemalige Bewohner dieser Straße.

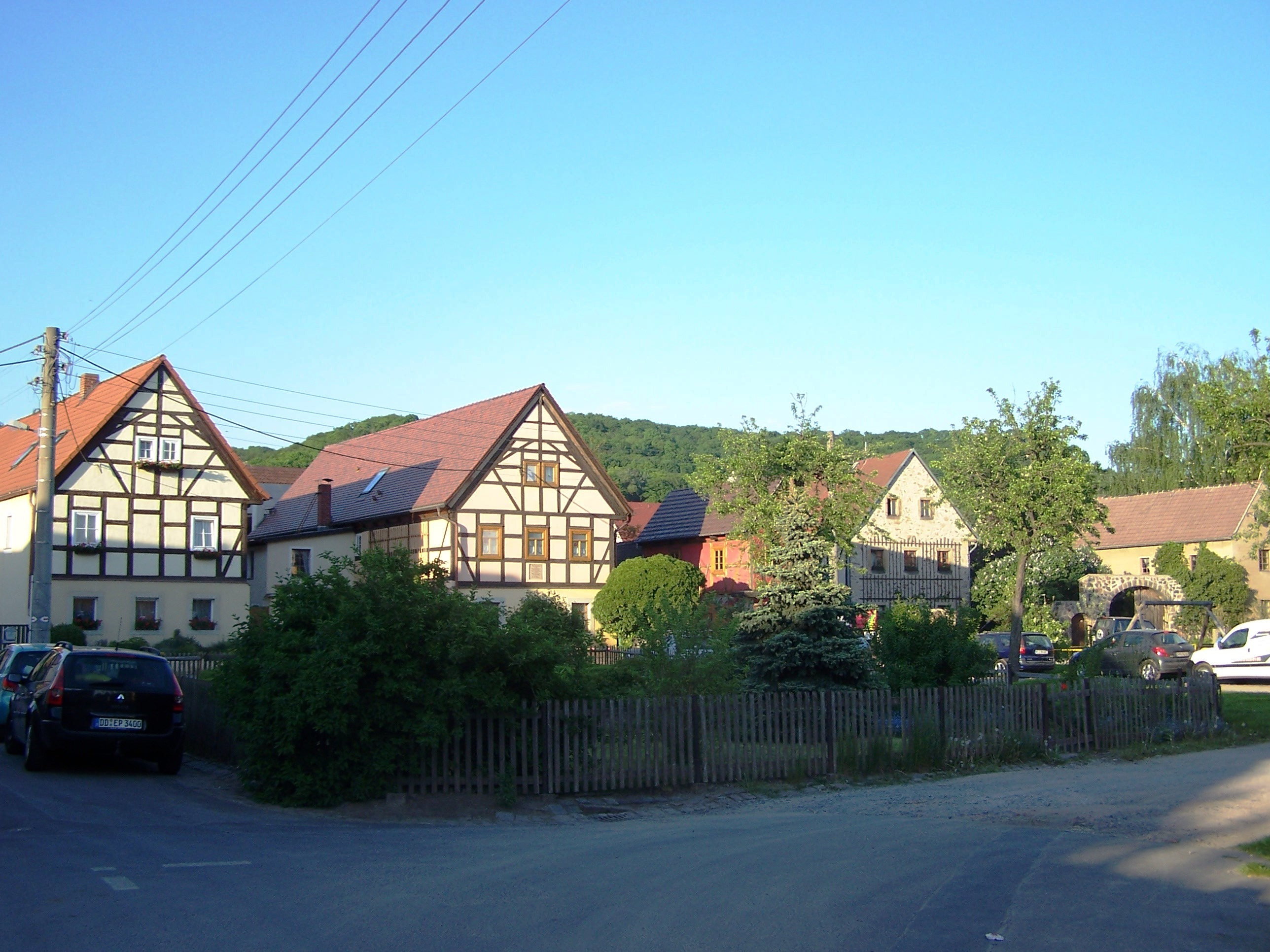
Dorfanger von Zitzschewig, mit dem ausgezeichneten Bauerngarten

## Legende
Die in der Tabelle verwendeten Spalten listen die im Folgenden erläuterten Informationen auf:
- Straßen-/ Platzname: Bezeichnung der einzelnen Straßen und Plätze.

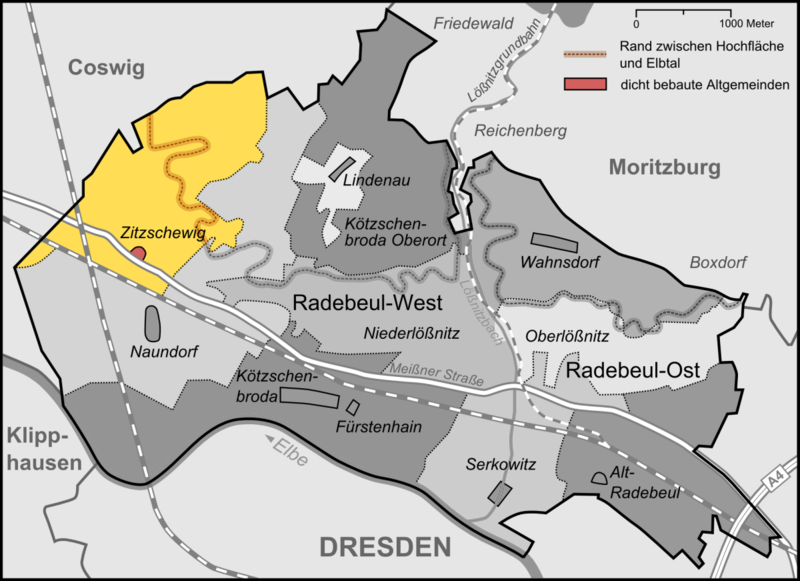
Übersicht über die Lage der Radebeuler Stadtteile

- Weitere Stadtteile: Radebeuler Stadtteile, durch die die Straße ebenfalls führt.
  - FUE: Fürstenhain (Straßenliste)
  - KOE: Kötzschenbroda (Straßenliste)
  - KOO: Kötzschenbroda-Oberort (Straßenliste)
  - LIN: Lindenau (Straßenliste)
  - NAU: Naundorf (Straßenliste)
  - NDL: Niederlößnitz (Straßenliste)
  - OBL: Oberlößnitz (Straßenliste)
  - RAD: Alt-Radebeul (Straßenliste)
  - SER: Serkowitz (Straßenliste)
  - WAH: Wahnsdorf (Straßenliste)
  - ZIT: Zitzschewig
- Widmung: Datum der Namenswidmung.
- Namensgeber: Namensgeber der letztmaligen Namenswidmung.
- Alte Namen: Vorherige Namen der Straßen und Plätze.
- Denkmale. Sehenswürdigkeiten. Bauherrenpreise: Hausnummern der in dieser Straße liegenden Denkmale, Kulturdenkmale, Sehenswürdigkeiten (z. B. Erwähnung im Dehio[1][2]) oder Bauherrenpreise. (Nummern in Klammer geben die Grundstücksnummer bei namentlich genannten Denkmalen oder Sehenswürdigkeiten an.)
- Bemerkung. Bewohner: Nähere Erläuterung sowie ehemalige Bewohner dieser Straße.
- Bild: Foto der Straße oder des Platzes.

## Straßen- und Platzverzeichnis
| Straßen- / Platzname            | Weitere Stadtteile      | Widmung             | Namensgeber                          | Alte Namen | Denkmale. Sehenswürdigkeiten. Bauherrenpreise         | Bemerkung. Bewohner | Bild                                                       |
| ------------------------------- | ----------------------- | ------------------- | ------------------------------------ | --- | ----------------------------------------------------- | --- | ---------------------------------------------------------- |
| Alt-Wettinshöhe (Lage)          |                         | 2004                | Wettinshöhe                          | ehem. Teil des Krapenbergwegs | 1, 2                                                  | |                                                            |
| Altzitzschewig (Lage)           |                         | 1924                | Zitzschewig                          | Dorfplatz | Angergarten, 2, 3, 4, 5, 7, 8, 10, 11, 15, 16, 17, 18 | | Dorfkern von Zitzschewig                                   |
| Am Eichberg (Lage)              |                         | 1940                | Eichberg (214 m)                     | |                                                       | |                                                            |
| Am Gasthof (Lage)               |                         | 1988                | Gasthof Rietzschkegrund              | |                                                       | | Am Gasthof am Krapenbergweg Ri. N                          |
| Am Hasenbruch (Lage)            |                         | 2009                |                                      | |                                                       | |                                                            |
| Am Mardersprung (Lage)          |                         | 1988                |                                      | |                                                       | |                                                            |
| Am Weingut Hausberg (Lage)      |                         | 2009                | ehem. Weingut Hausberg               | |                                                       | Benannt nach dem ehemaligen Weingut Hausberg. Das unter Denkmalschutz stehende Haupthaus stand an der Ecke Mittlere Bergstraße 58 und wurde 2009 abgerissen. |                                                            |
| Am Zechstein (Lage)             |                         | 1988                | Weinberg Zechstein                   | |                                                       | | Am Zechstein                                               |
| An den Querstücken (Lage)       |                         | ca. 1880            |                                      | |                                                       | Benannt nach der Art der Fluraufteilung |                                                            |
| Auerweg (Lage)                  | NAU                     | 1925                | Waldgasthof zum Auer                 | Wettinallee, Kreyernweg | 1a, 2, 2a                                             | Johann Samuel Gottlob Flemming, Alfred Piper | Auerweg am Krapenbergweg Ri. SW                            |
| Barkengasse (Lage)              |                         | 1924 (offiziell)    |                                      | 1676 Barickengasse, Wettinallee                                                                                                   | Hohenhaus (6), 17                                     | Benannt nach „boricka“ für ein altes Waldgebiet. Meißner Bischöfe, Johann Georg von Rechenberg, Freiin von Werthern, Heino Heinrich von Flemming, Gerhart Hauptmann, Carl Hauptmann, Walther Stechow, Eberhard Stechow, Friedrich Magnus zu Solms-Wildenfels, Alexander Münch, Hansgerhard Weiss | Barkengasse                                                |
| Birkenbruch (Lage)              |                         | 1940                |                                      | |                                                       | alte Flurbezeichnung |                                                            |
| Bischofsweg (Lage)              |                         | 1924                | Bischofspresse                       | Leiten- oder Lehdenweg | 1, 30                                                 | |                                                            |
| Coswiger Straße (Lage)          | NAU                     | 1925                | Coswig                               | vor 1839 Naundorf-Zitzschewiger Weg, ca. 1839 Kirchweg, Zitzschewiger Straße                                                      | 23                                                    | |                                                            |
| Dammweg (Lage)                  |                         | 1925                |                                      | |                                                       | nach den sogenannten Dammstücken am alten Zitzschewiger Elbdamm |                                                            |
| Eulengrund (Lage)               |                         | 1940                | Eulengrund                           | frühes 19. Jh. Eulengründchen |                                                       | Seitental des Rietzschkegrunds |                                                            |
| Gerhart-Hauptmann-Straße (Lage) |                         | 1924, 1991          | Gerhart Hauptmann                    | Alte Schulgasse, Schulstraße, 1933 v. Weddingenstraße, Rudolf-Renner-Straße                                                       | 8, 12                                                 | Hauptmann hielt sich in den 1880er Jahren im Hohenhaus (Barkengasse 6) auf |                                                            |
| Hausbergweg (Lage)              |                         | 1925                | ehem. Weingut Hausberg               | Lange Gasse, Lange Straße |                                                       | nach dem im 16. Jh. benannten Zitzschewiger Weinberg Hausberg |                                                            |
| Hohenhausweg (Lage)             |                         | 1924                | Hohenhaus                            | Hohe Straße |                                                       | | Hohenhausweg                                               |
| Huhlbergweg (Lage)              |                         | 1925                | Weinberg Huhlberg                    | Siedlerweg |                                                       | nach dem alten Weinbergsnamen Huhlberg (1839) |                                                            |
| Kapellenweg (Lage)              | NAU                     | 1926                | Johanneskapelle Naundorf-Zitzschewig | Grenzweg, Bischofspressenweg |                                                       | |                                                            |
| Kiebitzweg (Lage)               |                         | 1989                |                                      | |                                                       | |                                                            |
| Kiefernbruch (Lage)             |                         | 1940                |                                      | |                                                       | |                                                            |
| Kleine Rietzschke (Lage)        |                         | 1940                |                                      | |                                                       | Nebental des Rietschkegrunds |                                                            |
| Krapenbergweg (Lage)            |                         | 1924                | Krapenberg                           | Steinbruchgasse, im 19. Jh. Löfflergasse                                                                                          |                                                       | alter Viehweg | Krapenbergweg mit der Liebesinsel                          |
| Kynastweg (Lage)                |                         | 1905                | anliegendes Weingut Kynast           | Löfflersgasse | 2, Haus Kynast (26), 37                               | Familie von Bomsdorff, August von Witzleben, Heino Kretzschmar, Ewald Hilger, Hans Marschall | Radebeul Kynastweg, Blick nach Norden                      |
| Lachenweg (Lage)                |                         | 1988                |                                      | |                                                       | |                                                            |
| Langenbergweg (Lage)            |                         | 1924                |                                      | Patzings Gasse |                                                       | nach einem schon im 15. Jh. belegten Weinbergsnamen | Langenbergweg nach Süden, bei Villa Dankbarkeit            |
| Lerchenweg (Lage)               |                         |                     |                                      | |                                                       | |                                                            |
| Löfflergasse (Lage)             |                         | 2007                |                                      | |                                                       | |                                                            |
| Meißner Straße (Lage)           | NAU, KOE, NDL, SER, RAD | 1935, 1991 erneuert | Meißen                               | 1788 Chaussee bzw. Leipzig-Dresdner Chaussee, Meissener Straße, 1935 Meißner Straße, 1945 Stalinstraße, 1961 Wilhelm-Pieck-Straße | 420, 426, 436, 443, 445, 455, 461                     | Teil der Fernchaussee Dresden-Leipzig, die 1788 die hochwassergefährdete Fernstraße (Kötzschenbrodaer Straße) ersetzte. | Meißner Straße in Zitzschewig                              |
| Mittlere Bergstraße (Lage)      | NAU, NDL                | 1897                |                                      | | 22, 41, 42, 44, 44a, 53, 58                           | Teil der historischen Salzstraße. Christoph Vitzthum von Eckstädt, Friedrich I. Vitzthum von Eckstädt |                                                            |
| Nach der Schiffsmühle (Lage)    | NAU                     | 1935                |                                      | Mühlweg |                                                       | alter Weg von Zitzschewig zur Kötitzer Schiffsmühle |                                                            |
| Neuhofweg (Lage)                |                         |                     |                                      | |                                                       | |                                                            |
| Paulsbergweg (Lage)             |                         | 1925                | Paulsberg                            | ca. 1900 Friesengasse | 12, Paulsberg (21, 21a, 21b, 21c, 21d, 21e), 32       | Christoph Ritter, Curt Ewald von Germar, Carl Oskar von Friesen |                                                            |
| Rietzschkegrund (Lage)          | NAU, KOO                | 1897 (amtlich)      | Rietzschkegrund                      | 1686 Bettelgrund | 21, 23, 25, 37, 48                                    | Die gleichnamige Straße verläuft in Zitzschewig durch den Rietzschkegrund, durch den die Rietzschke fließt. Ermenegildo Antonio Donadini | Rietzschkegrund                                            |
| Sandleite (Lage)                |                         | 1933                |                                      | |                                                       | |                                                            |
| Sonnenweg (Lage)                |                         | 1997                |                                      | |                                                       | | Radebeul Sonnenweg, Blick nach Westen                      |
| Spitzgrundweg (Lage)            |                         | 1925                | Spitzgrund                           | 19. Jh. Spitzmühlgasse, 1905 Spitzgrundstraße                                                                                     |                                                       | |                                                            |
| Steineichenweg (Lage)           |                         | 1986                |                                      | |                                                       | |                                                            |
| Steinweg (Lage)                 |                         | 1925                |                                      | 19. Jh. Steingasse, 1905 Steinstraße                                                                                              |                                                       | | Radebeul Steinweg, Blick nach Westen, rechts der Paulsberg |
| Talkenbergweg (Lage)            |                         | 1925 (amtlich)      | Gasthof Talkenberger Hof             | | 6                                                     | bereits seit Ende des 19. Jh. gebräuchlich. Nach dem auf Coswiger Flur gelegenen Talkenberger Hof |                                                            |
| Untere Barkengasse (Lage)       |                         | 1999                |                                      | Barkengasse (Teilstück) |                                                       | |                                                            |
| Waldwiesenweg (Lage)            |                         | 1988                |                                      | |                                                       | | Waldwiesenweg am Krapenbergweg Ri. N                       |
| Weidenweg (Lage)                |                         | 1933                |                                      | |                                                       | |                                                            |
| Zechsteinweg (Lage)             |                         | 1924                | Zechstein                            | Obere Berggasse |                                                       | alte Berggasse. Lehrpfad des sächsischen Weinbaus | Zechsteinweg                                               |